# Savvas Mourgos
Savvas Mourgos (Grieks: Σάββας Μούργος) (Amarousio, 16 maart 1998) is een Grieks voetballer die als middenvelder voor AE Larisa speelt.

## Carrière
Savvas Mourgos speelde in de jeugd van Panionios, Arsenal FC en Norwich City FC. Norwich verhuurt hem in het seizoen 2018/19 aan FC Dordrecht, wat uitkomt in de Eerste divisie. Mourgos debuteerde op 17 augustus 2018, in de met 0-0 gelijkgespeelde thuiswedstrijd tegen Helmond Sport. Hij begon in de basis en speelde de hele wedstrijd. Eind oktober 2018 liep Mourgos een kruisbandblessure op waardoor hij de rest van het seizoen niet meer in actie kan komen en terugkeert naar Norwich. In de zomer van 2019 werd hij na zijn revalidatie opnieuw verhuurd FC Dordrecht. Medio 2020 liep zijn bij Norwich contract af en sloot hij enkele maanden later aan bij het Griekse NFC Veria. In juli 2022 vertrok hij transfervrij naar Panserraikos. In de zomer van 2024 vertrok hij transfervrij en tekende een contract voor twee jaar bij AE Larissa. 

### Statistieken
| Seizoen                       | Club           | Land           | Competitie      | Competitie | Competitie | Beker | Beker | Totaal | Totaal |
| Seizoen                       | Club           | Land           | Competitie      | Wed.       | Dlp.       | Wed.  | Dlp.  | Wed.   | Dlp.   |
| ----------------------------- | -------------- | -------------- | --------------- | ---------- | ---------- | ----- | ----- | ------ | ------ |
| 2018/19                       | → FC Dordrecht | Nederland      | Eerste divisie  | 10         | 3          | 0     | 0     | 10     | 3      |
| 2019/20                       | → FC Dordrecht | Nederland      | Eerste divisie  | 5          | 0          | 0     | 0     | 5      | 0      |
| 2020/21                       | NFC Veria      | Griekenland    | Football League | 0          | 0          | 0     | 0     | 0      | 0      |
| Carrièretotaal                | Carrièretotaal | Carrièretotaal | Carrièretotaal  | 15         | 3          | 0     | 0     | 15     | 3      |
| Bijgewerkt op 12 januari 2021 |                |                |                 |            |            |       |       |        |        |